# Sejm (rijeka)
Sejm ili Seim (rus. Сейм; ukr. Сейм) je rijeka koja teče prema zapadu u Rusiji i Ukrajini. Duga je 748 km (250 km unutar Ukrajine), s površinom porječja od oko 27,500 km2. Najveći je pritok Desne.
Mjesta na rijeci su: Kursk, Kurchatov, Rylsk, ukrajinska granica, Putyvl, Baturyn, ušće u Desnu koja se nastavlja na zapad i jug pored Černihiva do Kijeva.

## Vanjske poveznice
|  | Zajednički poslužitelj ima još gradiva o temi Sejm (rijeka) |